# Bythocellata
Bythocellata is een geslacht van neteldieren uit de  familie van de Bythotiaridae.

## Soorten
- Bythocellata bulbiformis Xu & Huang, 2006
- Bythocellata cruciformis Nair, 1951